# Synema multipunctatum
Synema multipunctatum är en spindelart som först beskrevs av Simon 1895.  Synema multipunctatum ingår i släktet Synema och familjen krabbspindlar. Inga underarter finns listade i Catalogue of Life.